# Франко-індійські відносини

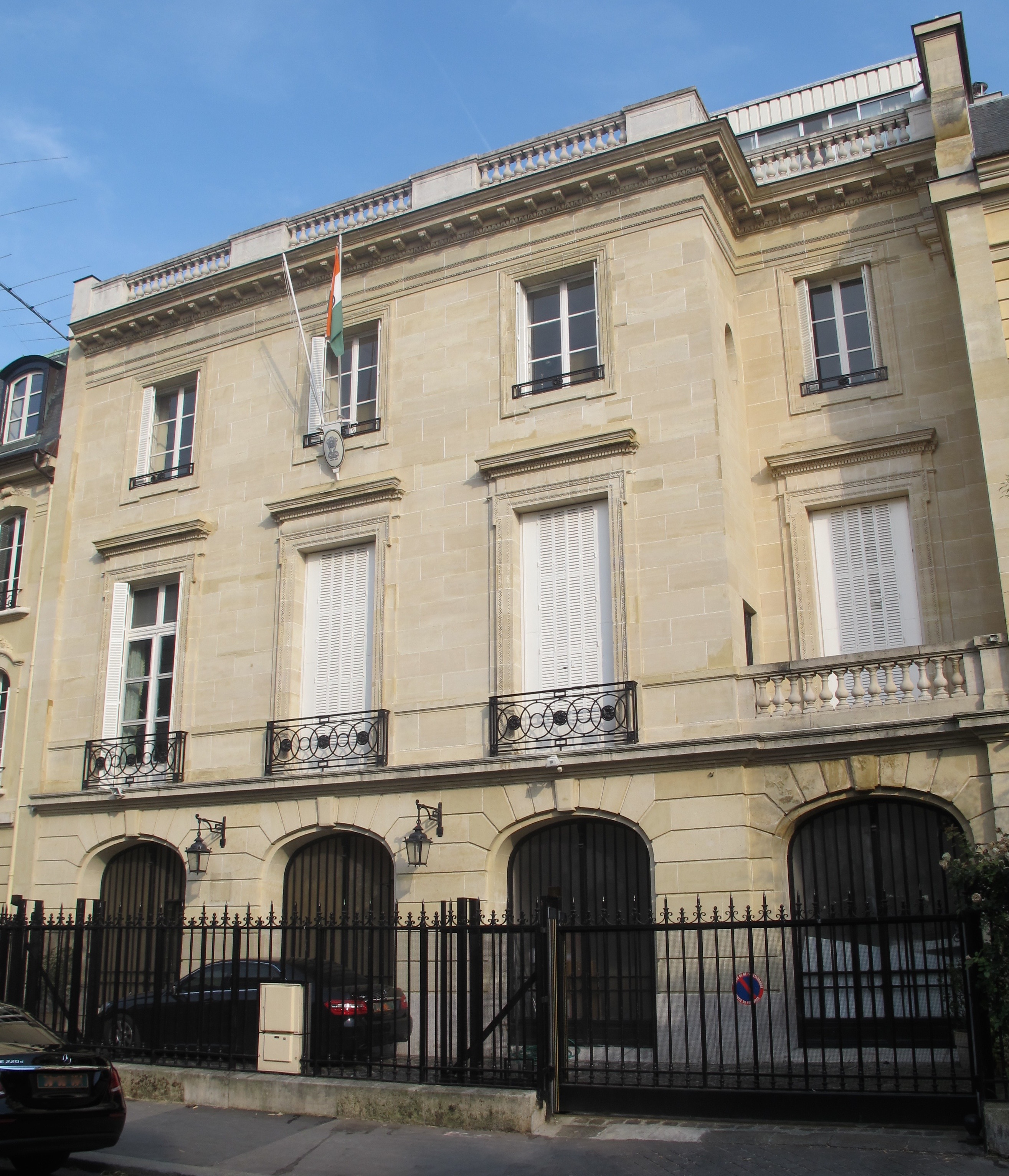
Посольство Індії в Парижі

Відносини Франції та Індії традиційно завжди були тісними та дружніми, що більше — обидві країни мають «особливі відносини» між собою. Окрім цього, дві країни мають багатовікову історію торгових відносин. Від XVII століття до 1954 року Франція зберігала колоніальну присутність на субконтиненті; Пудучеррі, одна з його колишніх індійських територій, є зараз популярним туристичним місцем для французьких мандрівників в Індії.
Від початку встановлення стратегічного партнерства в 1998 році було досягнуто значного прогресу у всіх сферах двостороннього співробітництва шляхом регулярних обмінів на високому рівні, зокрема на рівні глав держав/Глав уряду, та завдяки розширенню комерційних обмінів, у тому числі в таких стратегічних сферах, як оборона, ядерна енергія та простір. Франція була першою країною, з якою Індія уклала угоду про ядерну енергію, що дозволило Індії відновити повне цивільне ядерне співробітництво з міжнародною спільнотою після того, як в такій угоді Індії відмовило Міжнародне агентство з атомної енергії та Група ядерних постачальників. Існує також зростаюча та широкомасштабна співпраця в таких сферах, як торгівля та інвестиції, культура, наука та технології, а також освіта. Франція послідовно підтримує постійне членство Індії в СБ ООН. Як Індія, так і Франція є прихильниками багатополярного світу на чолі з регіональними демократіями.

## Історія

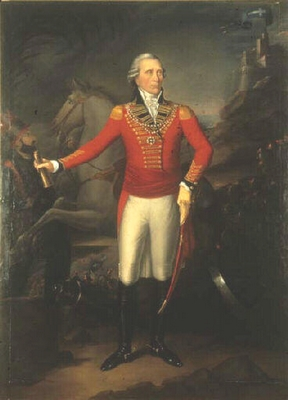
Портрет Бенуа де Буань під час його служби в імперії Маратхи

У XVII столітті Франсуа Берньє (1625—1688), французький лікар і мандрівник, став особистим лікарем імператора Великих Моголів Аурангзеба та був ним протягом 12 років.
У XVIII столітті Франція була залучена у європейську колоніальну гру в регіоні Індійського океану та брала в ній активну участь.
Французький генерал Джозеф Дуплекс був пов'язаний з Мухіеддіном Джангою з Декану і Чанда Сахібом під час Карнатських воєн, в конфлікті проти Роберта Клайва з Ост-Індської компанії. Ці стосунки були вигідними для французів, а французькі союзники обдаровували такі райони, як форт Алампараї, взамін на послуги, які французи надавали проти англійців.

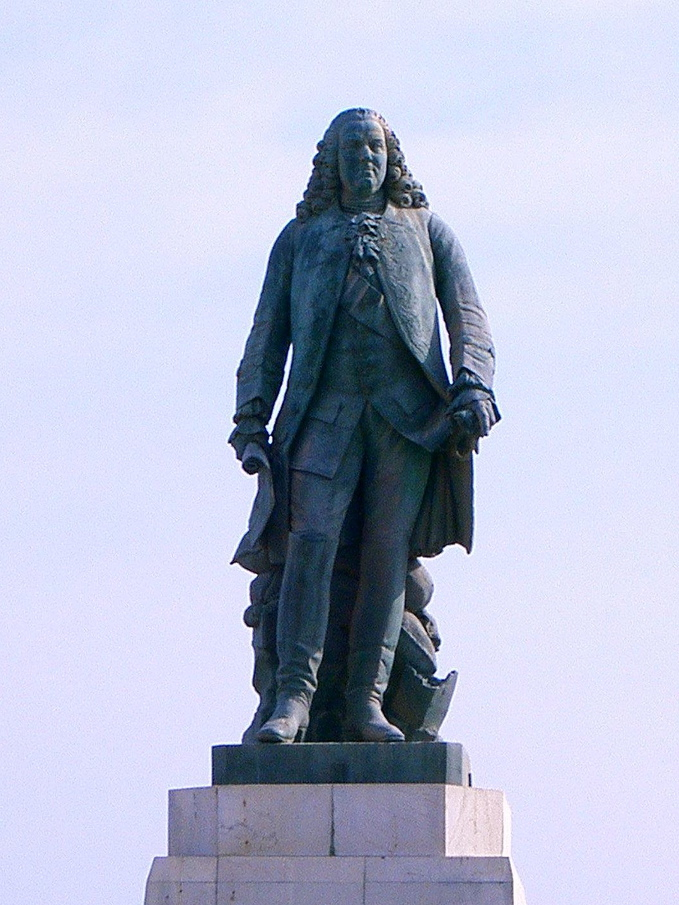
Статуя Дуплекса в Пудучеррі, Індія

Французи досягли успіху в битві за Мадрас в 1746 р., а в 1749 р. французи та індіанці спільними зусиллями перемогли Ануруддіна, проте пізніше в 1751 р. зазнали невдачі в битві при Аркоті, а в 1752 р. здалися остаточно. У 1758 р. французи знову отримали успіх при захопленні форту Сент-Девід під проводом Лаллі, але були остаточно розбиті під Мачиліпатнамом (1759) та у Вандавасі (1760).
Французький військовий авантюрист і найман, Бенуа де Буань, прославився своїм ім'ям в Індії в Імперії Маратха, де він допомагав у багатьох битвах проти британської Ост-Індської компанії.
Французи втратили своє високе становище в Індії з Паризьким договором (1763 р.), хоча все ж таки зберігалися п'ять торговельних постів, що давало можливості для суперечок та владної гри з Великою Британією. Франція досягла успіху в підтримці американської війни за незалежність у 1776 р. і так само хотіла вигнати англійців з Індії.
У 1782 році Людовик XVI уклав союз із пешвою імперії Маратха Мадхавом Рао Нараяном. Як наслідок, Маркіз де Буссі перемістив свої війська до Іль-де-Франсу (Маврикій) і згодом сприяв французьким зусиллям в Індії в 1783 році. Андре де Сюффрен став союзником Гайдера Алі у Другій англо-майсурській війні проти панування Великої Британії в Індії в 1782—1783 рр., воюючи з британським флотом на узбережжі Індії та Цейлону. У період з лютого 1782 р. до червня 1783 р. Сюффрен воював проти англійського адмірала сера Едварда Х'юза і співпрацював з правителями Майсора. Армія з 3000 французьких солдатів співпрацювала з Гайдером Алі для захоплення Куддалоре.
У той час як Велика Британія встановила владу над президентством Мадрас (охоплюючи сучасні індійські штати Андхра-Прадеш і Тамілнад), Франція зберігала контроль над Пудучеррі, Карікалом, Янамом і Махе, а також намагалась підтримати міцне становище в Чанданнагарі, на території сучасного Західного Бенгалу. Під час британської колонізації Індії багато індійських борців за свободу (Субраман'я Бхараті, Лала Лайпат Рай, Шрі Ауробіндо) шукали притулку у французьких установах Індії, щоб залишитися якнайдалі від британців.

### Індія у Першій та Другій світових війнах

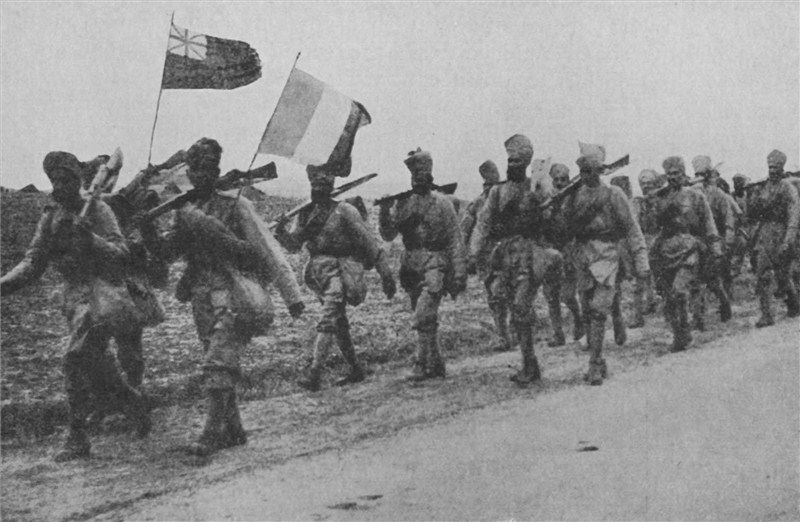
Індійські підкріплення 7-ї (Мерутської) дивізії у місті Givenchy у грудні 1914 р. Направлялися брати участь у битві за Ла-Бассе під час зимових операцій 1914—1915 років

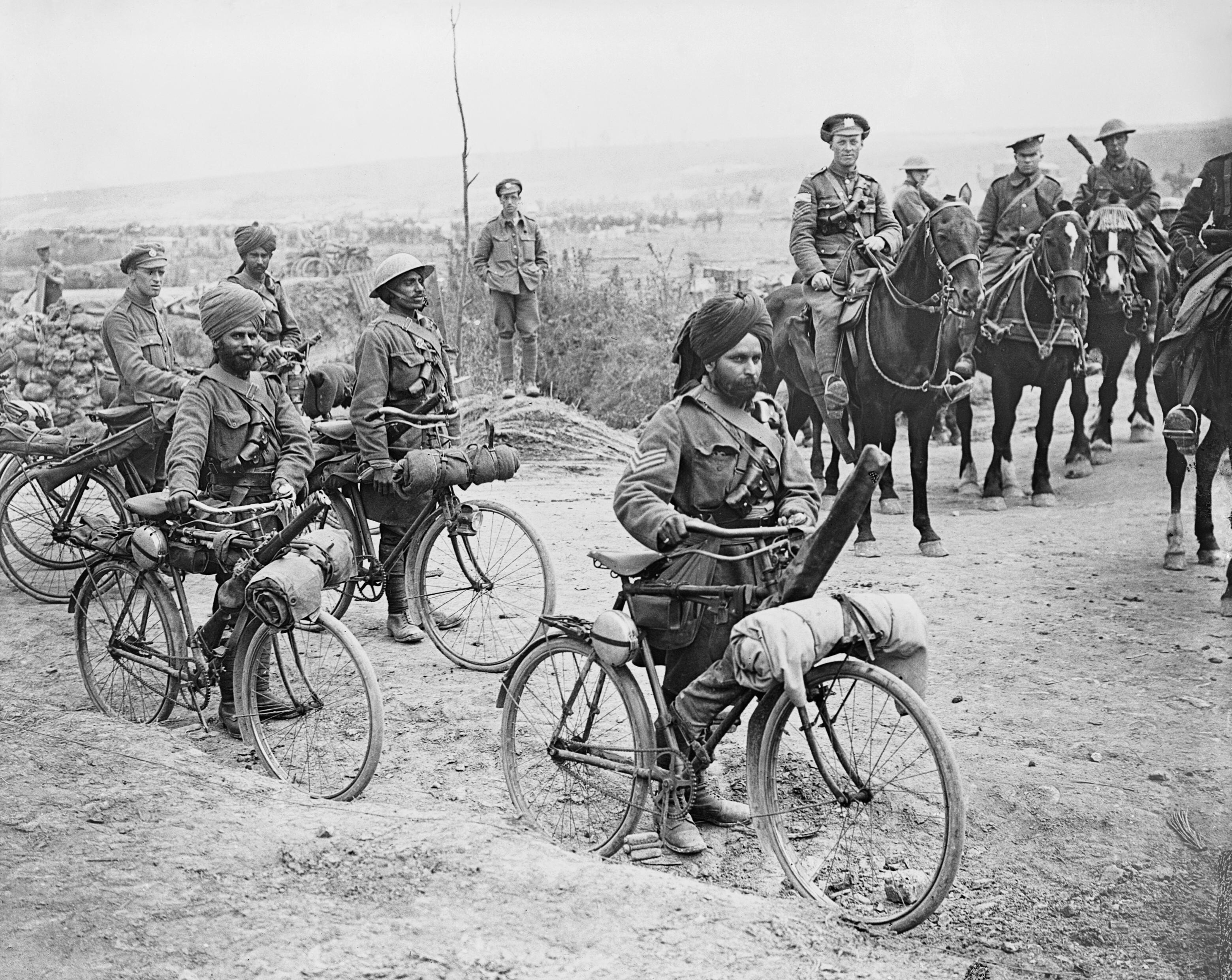
Індійські велосипедні війська на Західному фронті (Перша світова війна) в битві на Соммі

Індійські експедиційні сили «А», Корпус індійської армії та Імперські службові війська сприяли обороні Франції під час Першої та Другої світової війни.
Дарван Сінгх Негі, Габар Сінгх Негі, Гобінд Сінгх та Мір Даст були нагороджені Хрестом Вікторії за виняткову галантність на французьких полях битв. Лейтенант авіації Хардіт Сінгх Малик, пілот ескадрону РАФ № 28 перелетів Верблюда Сопвіта над Францією під час Першої світової війни.

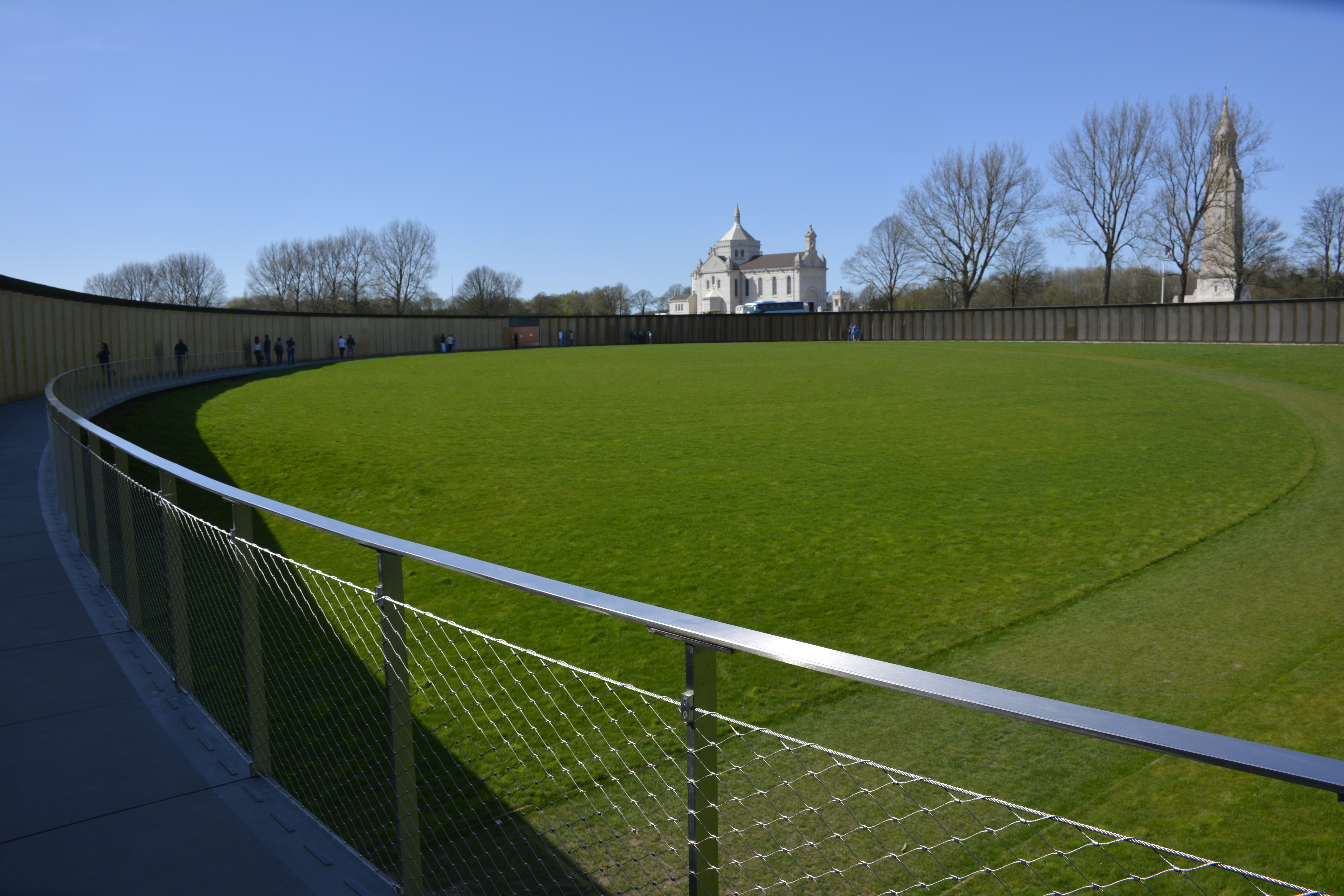
Меморіал Анно-де-ла-Мемуара Нотр-Дам де Лоретт Аблайн Французьке військове кладовище Сент-Назер на Вімі-Рідж у Франції перелічує імена жертв індійського воєнного часу

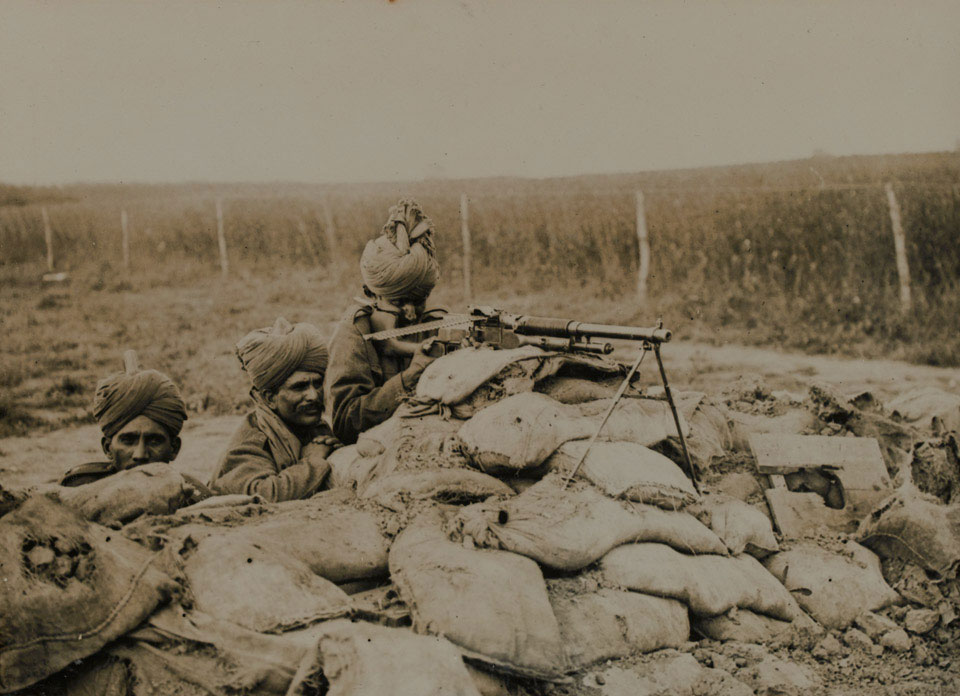
Секція з кулемета Бенет-Мерсьє 2-ї легкої піхоти раджпут Армії Британської Індії в бою у Фландрії взимку 1914–15.

Одні з найбільш визначних битв за участю військ з індійського субконтиненту:
- Битва при Нев-Шапель
- Битва при Арментьєрі
- Іпрська битва (1914)
- Битва на Соммі
- Битва за Лоос
- Битва за Базентіна
- Битва за Ла-Бассе
- Битва за Флерс-Курсорлет
- Битва при Фестуберті
- Битва при хребті Аберс
- Битва при Камбре
- просування до лінії Гінденбург
- Перша шампанська битва

Британська Індія та Княжі штати Індії зазнали найбільших жертв Першої світової війни серед домініонів, колоній, протекторатів, мандатів та інших територій Британської імперії. Згідно даних, під час Першої світової війни в Європі загинуло від 64 499 до 73 895 індіанців (порівняно з 59 330 — 62 081 австралійцями та 58 639 — 64 997 канадцями).
Із 130 000 індіанців, які брали участь в театрі операцій Сомма та Фландрії під час Першої світової війни, майже 9 000 загинули. За даними Комісії з воєнних могил Співдружності, у Франції розташовано 8128 могил воїнів Армії Британської Індії та носіїв Індійського трудового корпусу, які загинули у Першій та Другій світових війнах.
Маршал Фердинанд Фош, французький командувач в битві при Нев-Шапелі (4200 індійських жертв), визнав внесок військ з Індії і сказав: «Повертайтесь до своїх домівок на далекому, обмитому сонцем Сході і розкажіть про те, як ваші земляки проливали свою кров на холодну північну землю Франції та Фландрії, як вони захистили її своїм гарячим духом від твердого захвату рішучого ворога; скажіть всій Індії, що ми будемо дбати про їх могили з відданістю в пам'ять про усіх наших померлих. Ми будемо плекати перш за все спогад про їхній приклад. Вони показали нам шлях та зробили перші кроки до остаточної перемоги».

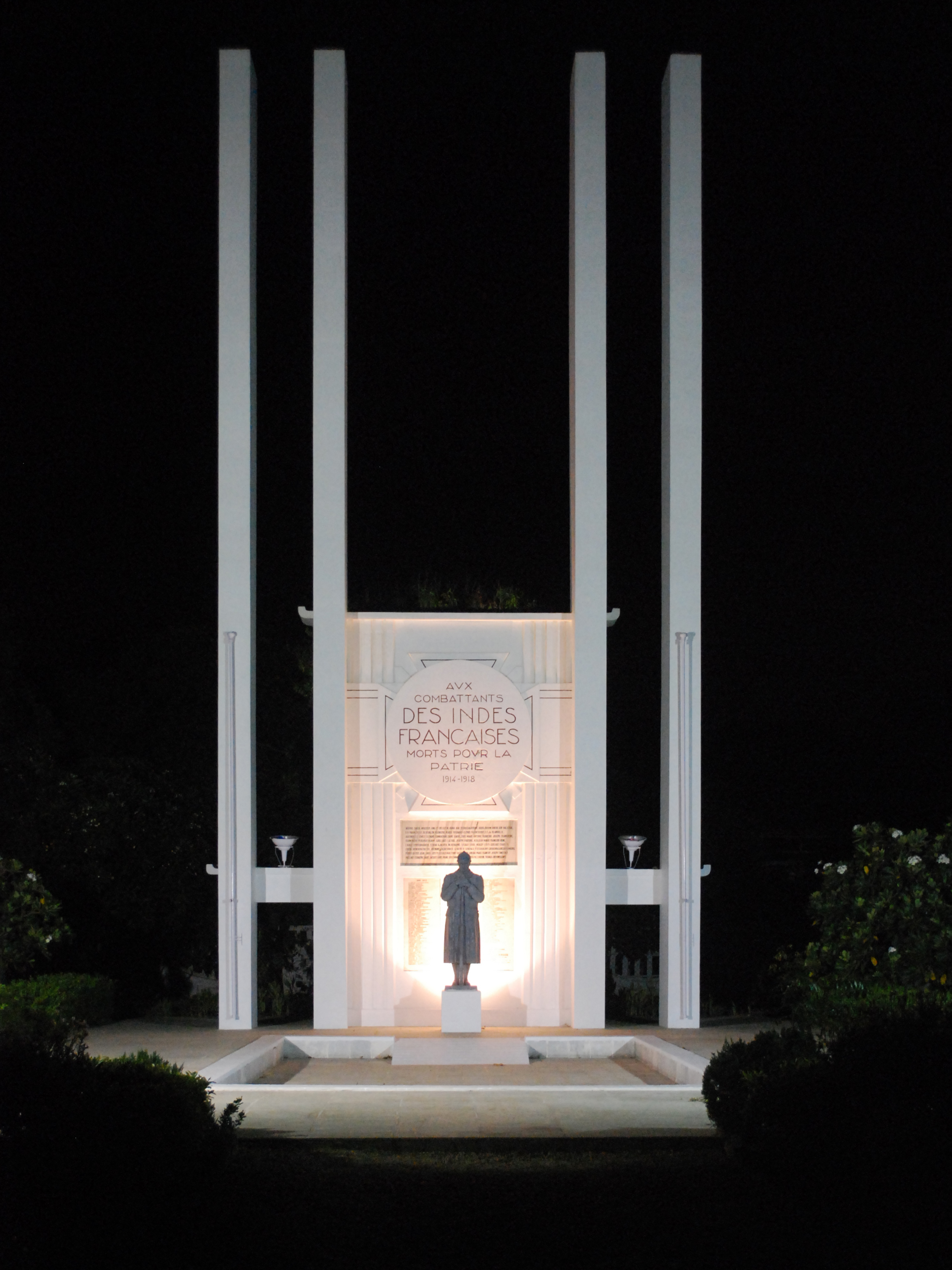
Monument aux Morts Меморіал війни Французької Індії на Пляжній дорозі в Пудучеррі

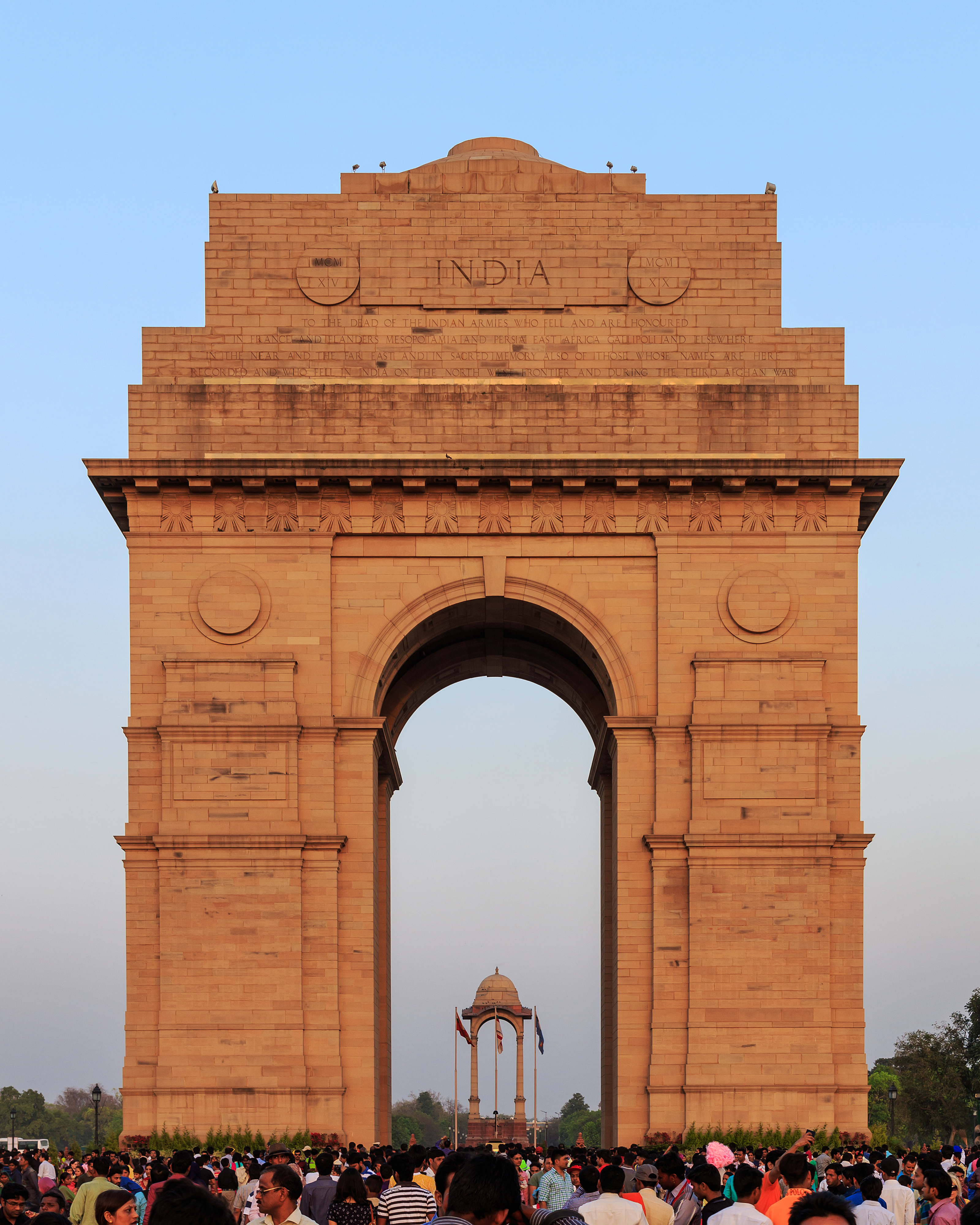
Брама Індії в Нью — Делі поминає жертви індійських військ, включаючи битви у Франції під час Першоїсвітової війни та Другої світової війни

Завдяки індуїстським похоронним обрядам, під час яких останки смертних кремувались, більшість індійських жертв вшановуються не на окремих могилах, а написами на меморіалах війни, зокрема, на індійському меморіалі Нев-Шапель та на меморіаліАнмо-де-ла-Мюаре, що знаходиться на французькому військовому кладовищі Нотр-Дам де Лоретт. Індійсько-китайське кладовище Айет, Британсько-індійське кладовище Ла-Шапелет, Індійське кладовище Новіль-Су-Монрель, Британсько-індійське кладовище Горре, Індійське кладовище Зелобс, Військове кладовище Етаплс, Військове кладовище Сен-Мартін-Льо-Булонь Мерут, Британське кладовище Кабаре-Руж, місто-кладовище Бетуне, Британське кладовище Арке-ла-Батейл та військове кладовище Мазаргів, кладовище Марсель — все це приклади військових кладовищ, на яких розміщені могили чи пам'ятки жертвам Індії у Франції. На Дієпському канадському військовому кладовищі знаходиться могила офіцера-пілота Дастура Рустома Нарімана з Королівських ВПС Індії 12 пл.(R.A.F.). Колоніальні війська та їх робітники, в тому числі з індійського субконтиненту, у французькому військовому некрополі колективно ідентифікуються як ласкари, оскільки так було зауважено на Французькому військовому кладовищі Нотр-Дам де Лоретт.
Невелика кількість індійців з Французької Індії, зокрема з Чанданнагара, служила колоніальними піхотинцями у сухопутних військах Франції під час Першої світової війни Пам'ятник загиблим в місті Пудучеррі був споруджений на згадку про колоніальні війська з Французької Індії. У червні 1940 року Пудучеррі відповіло на звернення Шарля де Голля і стало першою французькою територією, яка відмовилася від колабораціоністського режиму Віші та приєдналася до Вільної Франції.

### Цесія французьких територій в Індії
Франція встановила дипломатичні відносини з новою незалежною Індією в 1947 році. Наступна угода між Францією та Індією в 1948 році передбачала, що жителі індійських володінь Франції мають право обирати своє політичне майбутнє. У травні 1956 р. дві країни підписали Договір про встановлення де-юрської цесії французьких установ в Індії. Він був ратифікований французьким парламентом у травні 1962 року. 16 серпня 1962 року Індія та Франція обмінялися ратифікаційними грамотами, згідно з якими Франція передала Індії повний суверенітет над утримуваними ними територіями. Пудучеррі та інші анклави Караїкалу, Махе та Янаму з 1 липня 1963 року стали керуватися союзною територією Пудучеррі.
Питання заслуг та недоліків французької колоніальної присутності в Індії є спірним на рахунок експлуататорського характеру колоніальної торгівлі, розшарування французьких підданих у межах колоніальних володінь за етнічною ознакою (європейці та креоли відрізнялися від етнічних індійців у виборчих списках) та колоніального використання індустріальної праці.

## Розвиток двосторонніх відносин
Двосторонні відносини з Францією, зазвичай позитивні у світі, коливалися щодо питань продажу Пакистану оборонної продукції (ракети Exocet, літаки атлантичного типу Dassault Mirage III, Dassault Mirage 5 & Breguet та підводні човни класу Daphné & Agosta 90B) і були компенсовані особливо сильними відносинами в галузі цивільної ядерної енергетики та аерокосмічного простору.

### Візити глав держав та глав урядів
Ключовою подією у двосторонніх відносинах став візит у 1998 році президента Жак Ширака. Візит підняв стосунки на новий рівень завдяки підписанню першого в Індії стратегічного партнерства.
У січні 2008 року президент Франції Ніколя Саркозі відвідав Індію та став головним гостем на параді Дня Республіки Індії.
У вересні 2008 року прем'єр-міністр Індії Манмоган Сінгх здійснив важливий візит до Франції.
14 липня 2009 року прем'єр-міністр Індії Манмоган Сінгх став почесним гостем на святкуванню Дня Бастилії, які відбулися в Парижі. Військовий парад Дня Бастилії 2009 року відкрився контингентом індійських військ, залучених із трьох служб (армії Індії, ВМС Індії та ВПС Індії). Солдати, в тому числі рядові солдати з легкої піхоти Марафа полку Центр (MLIRC) проходили по авеню Єлисейських Полів під звуки індійського військового оркестру, що грає такі індійські бойові мелодії, як Saare Jahan Se Achcha, Haste Lushai та Kadam Kadam Badaye Ja
4–7 грудня 2010 року президент Франції Саркозі здійснив свій другий візит до Індії.
14–15 лютого 2013 року Індію відвідав новий президент Франції Франсуа Олланд
10–11 квітня 2015 року прем'єр-міністр Індії Нарендра Моді перебував у Парижі та брав участь у стратегічних двосторонніх дискусіях з президентом Франції Франсуа Олладом. Спільний звіт встановив поточний стан двосторонніх відносин та зазначив плани на майбутнє, зважаючи на спільну заяву між Індією та Францією у квітні 2015 року.
30 листопада 2015 року прем'єр-міністр Індії Нарендра Моді вирушив до Франції з дводенним візитом, щоб взяти участь у конференції ООН з питань зміни клімату, що проходила в Парижі 2015 року. Нарендра Моді та Франсуа Олланд спільно запросили понад 100 світових лідерів приєднатися до InSPA (Міжнародного агентства з питань сонячної політики та застосування) — глобальної ініціативи просування низьковуглецевих відновлювальних технологій сонячної енергії.

#### Візит президента Франції Франсуа Олланда у січні 2016 року
Французька делегація на чолі з президентом Франсуа Олландом, включаючи декількох міністрів Франції (міністр закордонних справ Лоран Фабіус, міністр оборони Жан-Ів Ле Дріан, міністр фінансів Мішель Сапен, міністр культури Флер Пеллерен і міністр навколишнього середовища Сеголен Руаяль) відвідали Індію 24 січня 2016 року триденним візитом.
Виступаючи на Індо-Французькому форумі CEOs та на бізнес-саміті Індії у Франції в Чандігарху 24 січня 2016 року, президент Франсуа Олланд задав тон візиту, заявивши про мету свого приїзду: «Мій візит має дві основні цілі — консолідувати стратегічне партнерство з Індією та реалізовувати рішення, прийняті під час візиту прем'єр-міністра Нарендри Моді до Франції». Прем'єр-міністр Індії Нарендра Моді відповів, що «Індія та Франція створені одна для одної» (….) «Довіра та дружба з Францією — це перевага для нас», а наголошуючи на необхідності консолідації зв'язків між народом Індії та Франції, прем'єр-міністр додав: «Наше стратегічне партнерство полягає не лише в зв'язку між Парижем та Нью-Делі. Це також зв'язок з кожним із вас».
Президент Франції Франсуа Олланд став головним гостем на 67-му параді Дня Республіки Індії, що відбувся 26 січня 2016 року в Нью-Делі. Франція — єдина країна, яка була запрошена на цю надзвичайно символічну національну церемоніальну подію 5 разів (рекордна кількість). Парад Дня Республіки Індії 2016 року включав першу в історії участь іноземних військ у марші. 124 солдати французької армії з 35-го піхотного полку 7-ї. Бронетанкової бригади, що базується в Бельфорі, а також церемоніальний військовий музичний оркестр контингенту, що базується в Ліоні, рушили по проспекту Раджпатх в Нью-Делі.
Візит отримав сприятливе висвітлення у ЗМІ, що підкреслило послідовно щирий та винятковий характер індо-французьких двосторонніх відносин та розкрив політичну значимість протоколу ввічливості, що поширився на Францію. Провідні індійські газети публікували редакційні колекції, в яких вихвалювалась успішна двостороння співпраця в галузях науки і техніки, аерокосмічної, ядерної енергетики, оборони та протидії тероризму. Канваль Сібал, колишній міністр закордонних справ Індії, а також посол Індії у Франції, висловив таку думку: «Він (президент Олланд) визнає шанобливе ставлення Індії до Франції та зростаючу спорідненість між двома країнами». (…) «Олланд надає великого значення особистому рапорту, який він розробив з Моді, визнає динамізм індійської економіки і вірить у зростаючу спорідненість між двома країнами. Виходячи з цього, індо-французькі стратегічні зв'язки повинні надалі зростати.»

#### Візит президента Франції Еммануеля Макрона у березні 2018 року
Прем'єр-міністр Індії Нарендра Моді прийняв візит президента Франції Еммануеля Макрона. Колеги обговорили французько-індійські відносини протягом багатьох років та підписали численні угоди. Моді зазначив, що хоча стратегічному партнерству між двома країнами «лише 20 років, наше культурне та духовне партнерство є набагато старшим. Цінності свободи, рівності та братерства перегукуються як у конституції Франції, так і в конституції Індії». Макрон сказав ЗМІ: «Ми хочемо, щоб Індія була нашим першим стратегічним партнером тут, і щоб ми були першим стратегічним партнером Індії в Європі та навіть в усьому західному світі».

### Стратегічне партнерство
Стратегічне партнерство отримало прибуткову користь від постійних політичних інвестицій, здійснених на найбільш високому рівні прийняття рішень. Довготривалі відносини між Францією та Індією привели до інтенсивної співпраці в галузі аерокосмічної та цивільної ядерної енергетики, не беручи вже до уваги військові питання. Співпраця в галузі науки і технологій, глибоко-кореневі культурні зв'язки, а також історично франкофільська спільнота літератури та образотворчого мистецтва в Індії створили міцні основи для стратегічних відносин. У листопаді 2011 року Фонд досліджень національної безпеки в Нью-Делі опублікував список стратегічних партнерів Індії: порівняння топ-стратегічних партнерів країни з оцінкою 90 балів: Росія виходить на перше місце (62 бали), потім США (58), Франція (51), Велика Британія (41), Німеччина (37), Японія (34).
Моделі голосування Франції в Раді Безпеки ООН з питань, що є важливими для Індії, зробили Францію всесезонних другом Індії. Франція була однією з небагатьох країн, яка не засудила ядерні випробування Індії в 1998 році і підтримала прагнення Індії стати постійним членом Ради Безпеки ООН, а також членом G-8. Франція є одним з найбільших постачальників ядерного палива до Індії, у січні 2008 року країни підписали «Рамкову угоду про цивільне ядерне співробітництво». Після відмови Індії від приєднання до групи ядерних постачальників обидві країни 30 вересня 2008 року підписали угоду, яка проклала шлях до продажу ядерних реакторів Франції в Індію. Франція є також основним постачальником військової техніки до Індії. Закупівля винищувачів Dassault Mirage 2000 та підводних човнів DCNS Scorpène-class submarines (також відомі під назвою «Kalvari-class submarines») — приклади стратегічних придбань оборонної продукції. Збройні служби обох країн щорічно проводять спільні навчання. Франція та Індія підтримують також стриманий «стратегічний діалог», який охоплює спільне співробітництво проти тероризму. Стратегічна автономія французьких сил <i id="mwAdU">"de frappe</i>« добре сприймається в стратегічних колах Індії.
Французькі заморські регіони Реюньйон та Майотта утверджують суверенну присутність Франції в Індійському океані. Реюньйон має значну кількість етнічного населення Індії, в розмовній мові називається Мальбарс, яке включає в себе усі реюньйонни індійського походження. Розташування Реюньйону в Індійському океані робить Францію сприятливою для того, щоб використовувати переваги першої політики сусідства та пропаганди Індійського океану, які були оголошені урядом Нарендри Моді.
20 листопада 2015 року, через тиждень після терористичних актів у Парижі, міністр Франції Лоран Фабіус відвідав Нью-Делі та зустрівся з прем'єр-міністром Нарендрою Моді та міністром закордонних справ Сушмою Сварадж. Переговори були зосередженні на посиленні співпраці у боротьбі з тероризмом, а також на підготовці до саміту в Парижі з питань клімату 2015 року. Після зустрічі Фабіус заявив, що Франція та Індія „знаходяться в одному човні“ в плані проблем з тероризмом, прокоментувавши: „Я хочу сказати, що Франція вдячна за величезну підтримку, яку вона отримала від міжнародної спільноти, включаючи індійських друзів … Ми плідно співпрацюємо з нашими індійськими друзями щодо цього. Я обговорював це сьогодні вранці з прем'єр-міністром Моді. Ми будемо продовжувати розвивати нашу співпрацю“.

#### Інституційна структура діалогу
Франція та Індія розпочали стратегічний діалог на рівні радників з національної безпеки, зокрема, 27-й раунд такого стратегічного діаогу відбувся в Парижі 12–13 січня 2015 року. Щодо останніх консультацій міністерства закордонних справ на рівні закордонних секретарів, то вони відбулися в Парижі 17 червня 2013 року.

### Оборона

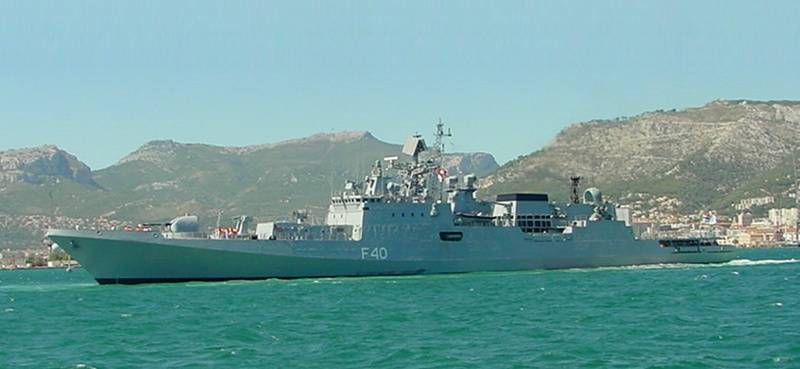
INS Talwar курсуючи біля узбережжя Тулона під час Варуни 2012 року.

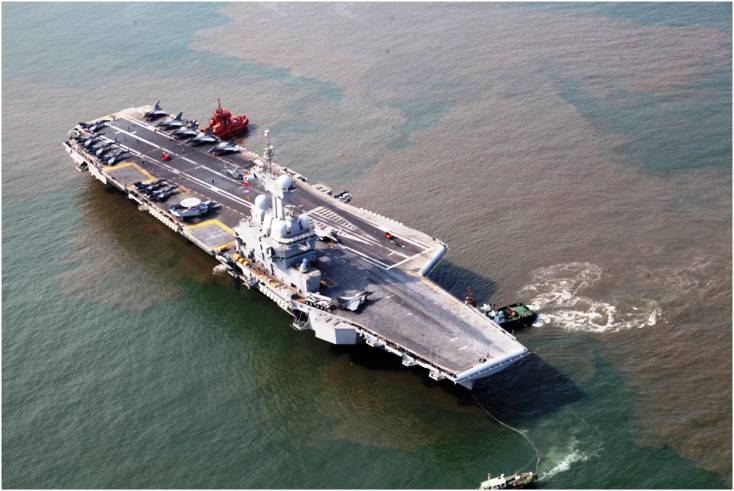
ФНС Charles de Gaulle у гавані Мормугао під час фази гавані Варуна 2015 року.

Партнерство та співробітництво у сфері оборони будується на історичних французьких та індійських військових взаємодіях, що тягнуться від Карнатікських війн. Індія активно залучалась як до Першої, так і до Другої світової війни і зазнала величезних людських втрат на полях битв у Франції.
400 осіб контингенту збройних сил Індії провели парад Дня Бастилії в 2009 році, де прем'єр-міністр Індії був почесним гостем — це було вперше, коли індійські війська взяли участь у національному параді іншої країни.
У рамках структурованих переговорів щодо Індо-Французької угоди про оборонну співпрацю регулярно проводяться декілька зустрічей щодо промислового співробітництва та обміну послугами. Третє засідання Спільної робочої групи з питань боротьби з тероризмом відбулось 19-20 листопада 2012 року у Нью-Делі. З 17 по 19 грудня 2012 року у Парижі відбулось 11-е засідання Індо-Французького науково-дослідного форуму (IFRF). 12 січня 2015 року в Парижі також відбулася 15-а високорівнева зустріч Комітету з питань оборонного співробітництва на рівні секретарів оборони.

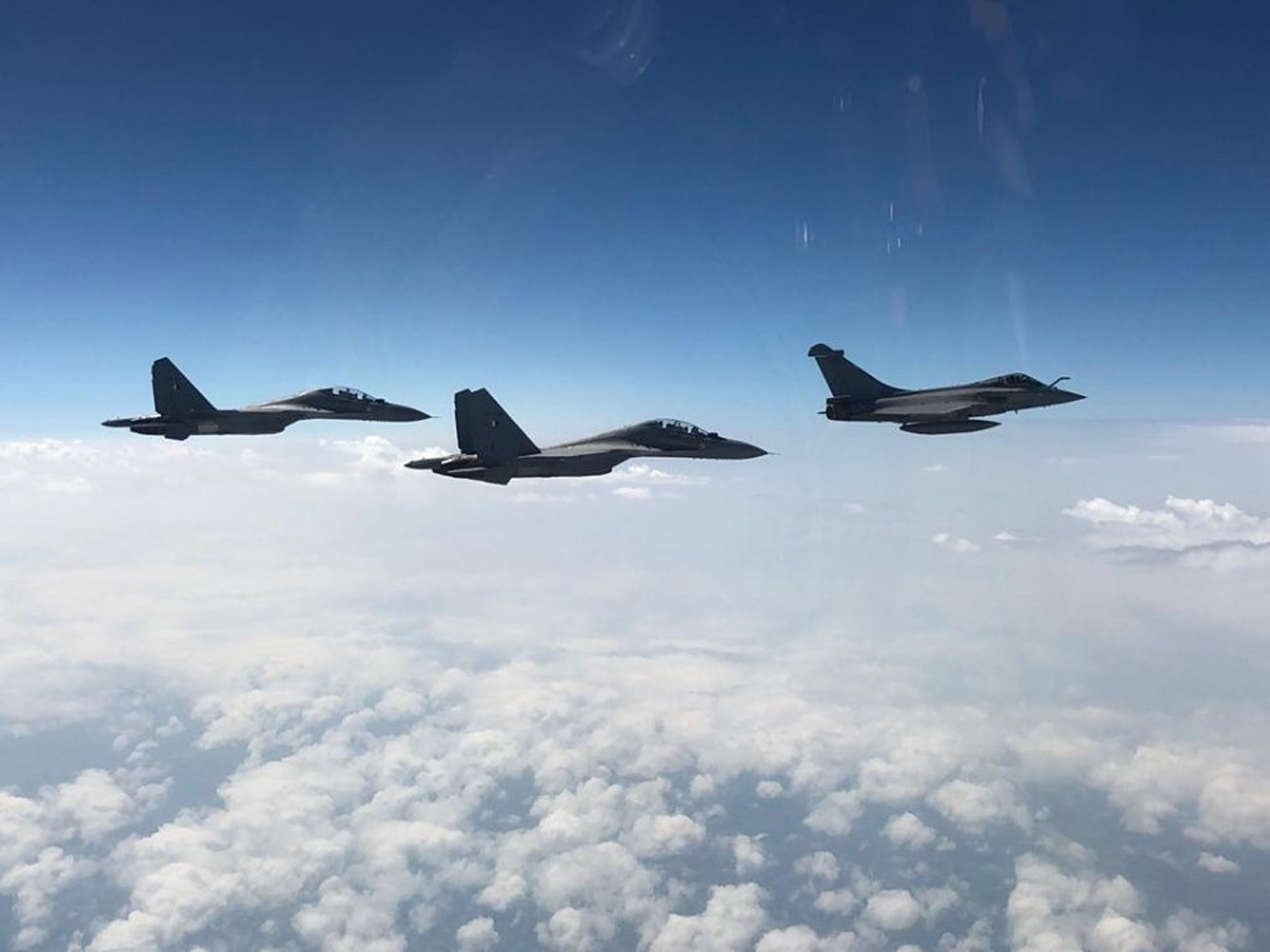
Індійські винищувачі Su-30MKI та французький винищувач Rafale летять у формуванні під час вправ „Garuda“ у 2019 році.

Індо-французькі вправи військово-повітряних сил Garuda IV проходили на авіабазі „Істрес“ у Франції з 14 по 25 червня 2010 року. З 19 по 22 липня 2012 року в Середземному морі біля порту Тулон проходили індо-французькі спільні військово-морські вправи <i>"</i>Варуна». Перші спільні військові вправи Індо-Франції під назвою «Shakti» були проведені в Чабаттії (Індія) з 9 по 22 жовтня 2011 року. У 2013 році генерал-начальник армії Бікрам Сінгх відвідав Командування сухопутних військ у Ліллі та французьку військову школу в Драгуньяні. У 2015 році віце-адмірал Surinder Pal Singh Cheema, який обіймав посаду головного командувача прапором, приймав військово-морські сили Франції в Тулоні. Вправи індо-французької загальновійськової армії проводилася в Раджастані (Індія), з 19 по 21 січня 2016 року.
Прем'єр-міністр Індії Нарендра Моді заявив, що «ми вважаємо Францію одним із наших найнадійніших союзників у сфері оборони».
Відповідно до угоди, підписаної у 2018 році, індійські та французькі флоти зможуть використовувати військово-морські бази один одного. Угодою передбачено також те, що індійські військові кораблі зможуть використовувати французькі бази в Індійському океані та у південній частині Тихого океану.

## Торгівля та інвестиції
Індо-французька двостороння торгівля зростає, хоча вона все ще не досягла цілі 12 млрд євро, що була встановлена урядами двох держав під час візиту президента Франції до Індії в січні 2008 року. У 2011 році двосторонній товарообіг збільшився на 6 %, досягнувши 7,46 млрд євро. За перші десять місяців 2012 року в двосторонній торгівлі за аналогічний період 2011 року спостерігалось зменшення на 3,71 %. Згідно з щорічними даними, показник експорту послуг Індії до Франції показав зростання за останні три роки, досягнувши 1,32 млрд євро в 2011 році, в той час як імпорт з Франції впав до 0,66 млрд євро в тому ж році.

### Прямі іноземні інвестиції (ПІІ)
Франція є дев'ятим за величиною іноземним інвестором в Індії із сукупною інвестицією в розмірі приблизно 3 млрд доларів США [Інвестиції склали близько 2,98 млрд дол. США за період з квітня 2000 року по червень 2012 року, що становить 2 % від загального обсягу надходжень]. Технічне та фінансове співробітництво, затверджене з Францією № 952. Основними секторами, які залучають надходження прямих іноземних інвестицій з Франції, є хімічні речовини (крім добрив) (18,80 %), вироби з цементу та гіпсу (15,82 %), сектор послуг (фінансовий та нефінансовий) (9,41 %), паливо (енергетика та нафтопереробний завод) (6,47 %) та електрообладнання (включаючи комп'ютерне програмне забезпечення та електроніку) (5,34 %), а також автосектор. Окрім цього, в Індії розташовано близько 800 французьких компаній (дочірні компанії або спільні підприємства, представництва чи відділення, які утримують близько 150 000 співробітників).
У 2011 році Індія була 13-а по рахунку зі списку найбільших іноземних інвесторів у Франції, зважаючи на кількість проектів. Індійські інвестиції у Францію зростають, а індійські компанії, починаючи з квітня 1996 року, інвестували загалом близько 1 млрд євро в різні галузі, такі як фармацевтичні препарати (Ranbaxy і Wockhardt), програмне забезпечення (Tata Consultancy Services, Infosys & Wipro), вино (Kingfisher), сталь (Tata, Electrosteel), пластмаси (Sintex), залізничні вагони (Titagarh Wagons), аерокосмічні деталі (Cades/Axis) та автозапчастини (Jyoti) тощо. У Франції представлені 110 індійських компаній, 27 з яких інвестують в «зелені поля», та на яких працюють більше 5600 осіб.
Індо-французький форум генеральних директорів, утворений у 2009 році, визначив завдання прокласти нові шляхи співпраці та вжити ініціатив для сприяння діловим зв'язкам між двома країнами. 23–25 червня 2010 року в Парижі відбулась 16–25 сесія Спільного комітету з питань економічного та технічного співробітництва на рівні міністрів торгівлі, яка займається питаннями комерції та торгівлі. 22–23 листопада 2012 року в Нью-Делі відбулась п'ята зустріч Форуму директорів Індії та Франції.

### Аерокосмічний простір

#### Авіація
Індійські компанії є основними клієнтами літаків Airbus & ATR. Авіакомпанії Air India, IndiGo та AirAsia India приймають обширні флоти пасажирських літаків Airbus.
Франція є давнім і надійним постачальником таких літаків-винищувачів та легких вертольотів для індійських збройних служб, як Breguet Alizé, Dassault Ouragan, Dassault Mystère IV, Sepecat Jaguar, Aerospatiale SA 315B Lama, Aérospatiale Alouette III і Dassault Mirage 2000. Франція також постачає Turbomeca TM 333 і спільно розробила вертольоти HAL / Turbomeca Shakti для HAL Dhruv. Організацією оборонних досліджень і розробок (DRDO) був створений 3D багатофункціональний радар управління (MFCR), як частина індійської програми протибалістичних ракет у співпраці з компанією THALES (Франція). Компанія DCNS будує шість підводних човнів Scorpene класу INS Kalvari, який буде озброєний протикорабельними ракетами SM.39 Exocet, відповідно до угоди про передачу технологій в Mazagon Docks (Мумбаї).

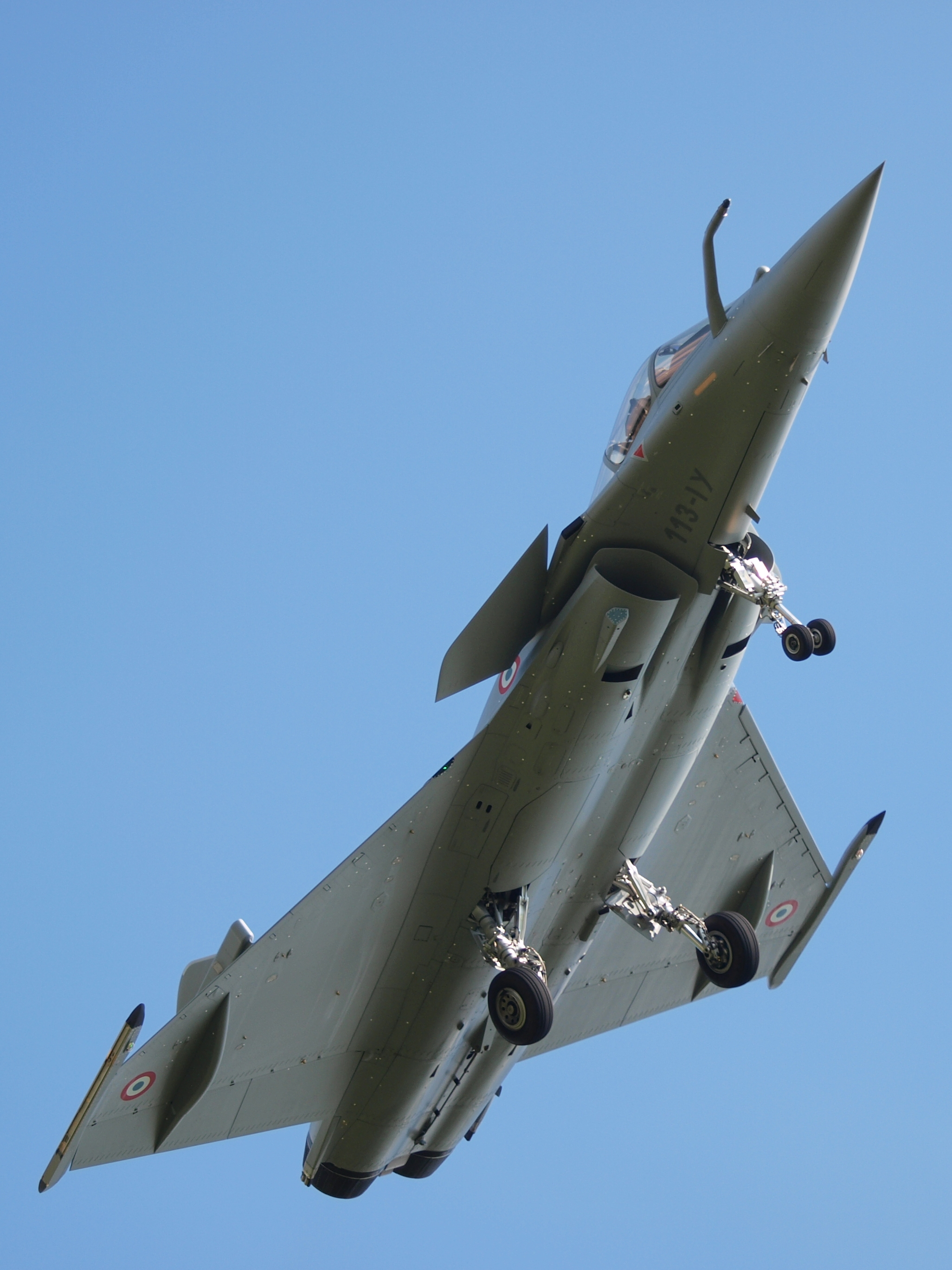
ВПС Індії планують придбати 36 багаторольових бойових літаків Dassault Rafale

Французький винищувач Dassault Rafale виграв змагання в індійській конкуренції MMRCA за поставку 126 середніх багаторольових бойових літаків індійським ВПС. У квітні 2015 року через неможливість укласти переговори про договірні зобов'язання, уряд Моді задіяв електронне урядування G2G на придбання 36 літаків, щоб оснастити 3 ескадри Індійських ВПС. Аналітики у сфері оборони висловили стурбованість тим, що вимоги щодо закупівлі обладнання, які були визначені два десятиліття тому, не відповідають чинним вимогам та майбутньому характеру повітряного бою. Повітряні сили передових країн Заходу, особливо США та Франції, реорганізовують свої повітряні сили за рахунок збільшення космічних активів та зменшення розміру флотів пілотованих бойових літаків. Автономні безпілотники стали бажаною платформою для місій високого ризику над територією противника як у зонах конфлікту високої, так і низької інтенсивності. В даний час НАТО використовує повітряні розвідувальні безпілотники для спостереження за кордонами Європи, а США використовують морські безпілотники в західній частині Тихого океану та бойові безпілотники в місіях проти малоцінних і незафіксованих цілей в Іраку, Афганістані, Лівії та Сирії. Білі книги з питань оборони, опубліковані в країнах-членах ОЕСР, показують, що використання бойових і розвідувальних безпілотних літальних апаратів (на кшталт протестованих літаків Dassault nEUROn і Northrop Grumman X-47B (безпілотний літальний апарат) або робототехнічного космічного апарата Boeing X-37) буде широко поширене в майбутні роки.

#### Космос
Індійська організація космічних досліджень та розробок ISRO та Національний центр космічних досліджень Франції CNES мають парасольову угоду, яка діє успішно з 1993 року, та якою успішно розроблені спільні місії, такі як Megha-Tropiques та SARAL. ISRO запустила французькі супутники SPOT (Spot-6 & SPOT-7) на супутникові ракети-носії PSLV.
Відповідно до комерційної угоди про запуск послуг між компанією Antrix Corporation Limited (ANTRIX), комерційним відділенням ISRO та ASTRIUM SAS, компанією від EADS (Франція), два вдосконалені супутники SPOT дистанційного зондування були успішно запущені у 2013 та 2014 роках на борту полярного транспортного засобу супутникового запуску організації ISOL.
Компанія Arianespace, що розташована у Франції, була головним постачальником послуг з запуску індійських геостаціонарних супутників. Після запуску супутника APPLE компанія Arianespace запустила 18 індійських супутників. 7 жовтня 2016 року супутник зв'язку GSAT-18 був успішно запущений на борту пускової установки Ariane 5 VA-231 з Куру (Французька Гвіана).

### Цивільна ядерна енергетика
30 вересня 2008 року під час візиту прем'єр-міністра Індії Манмохана Сінга до Францію між країнами була підписана знакова Рамкова угода про цивільне ядерне співробітництво. Згодом, 4-7 грудня 2010 року під час візиту президента Франції Ніколя Саркозі в Індію між двома державами були підписані Загальна рамкова угода та Угода про початкові роботи між підприємствами NPCIL і Areva для реалізації енергоблоків EPR АЕС на Jaitapur.

### Охорона здоров'я
Декілька французьких фірм (Aventis, Rhodia, Pasteur Institute) працюють у сфері вивчення наук про життя та у сфері медичної допомоги.
У лютому 2015 року Вільям Хазелтін, президент міжнародної компанії з питань охорони здоров'я ACCESS та колишній професор Гарвардської медичної школи, висловив думку, що охорона здоров'я у Франції найкраща у світі та перевершує навіть Сінгапур.
Ринок страхування життя Індії найбільш швидко зростає у світі та є, на даний час, сьомим за своєю величиною.

### Освіта

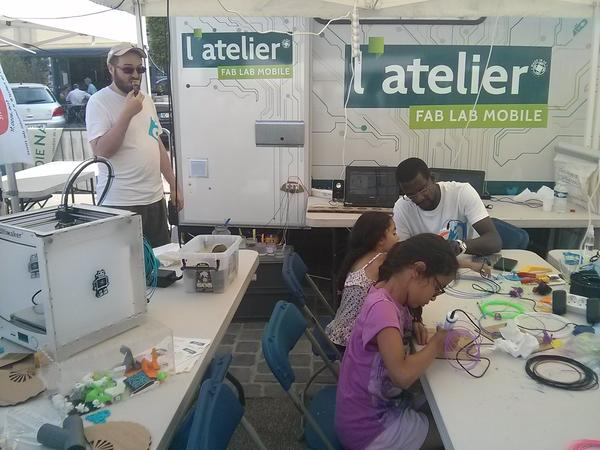
L'Atelier, дорожньо-мобільна лабораторія Fab з відкритим доступом із залученням Університету технологій Комп'єн, розгорнута на зустрічі із програмним забезпеченням Libre у Бове (Франція) у 2015 році.

Індійці витрачають 7,5 % прибутку з домашніх господарств на освіту.
Campus France India є ініціативою набору студентів посольством Франції в Індії, що пропонує навчання у Франції як один із варіантів для індійських студентів. З 1 по 7 жовтня 2015 року представники французьких університетів та урядовці з питань надання візи поїхали до Бангалору, Ченнаї, Пуни та Кочі, щоб ознайомитись із можливостями курсу та візовим орієнтиром. Французький уряд пропонує 5-річні візи для заохочення ще більшої кількості індійських студентів до навчання у Франції, а також пропонує студентам, які закінчили навчання у Франції, додатковий рік для пошуку роботи у своєму напрямку. У 2014 році Франція прийняла 3000 індійських студентів, багатьом з яких було надано повну стипендію для покриття витрат на освіту та надбавки на приїзд, проживання та авіаперельоти. Малі витрати на якісну освіту зробили Францію третьою найпопулярнішою країною в усьому світі для студентів-іноземців.

## Освіта, наука та технології

### Освіта

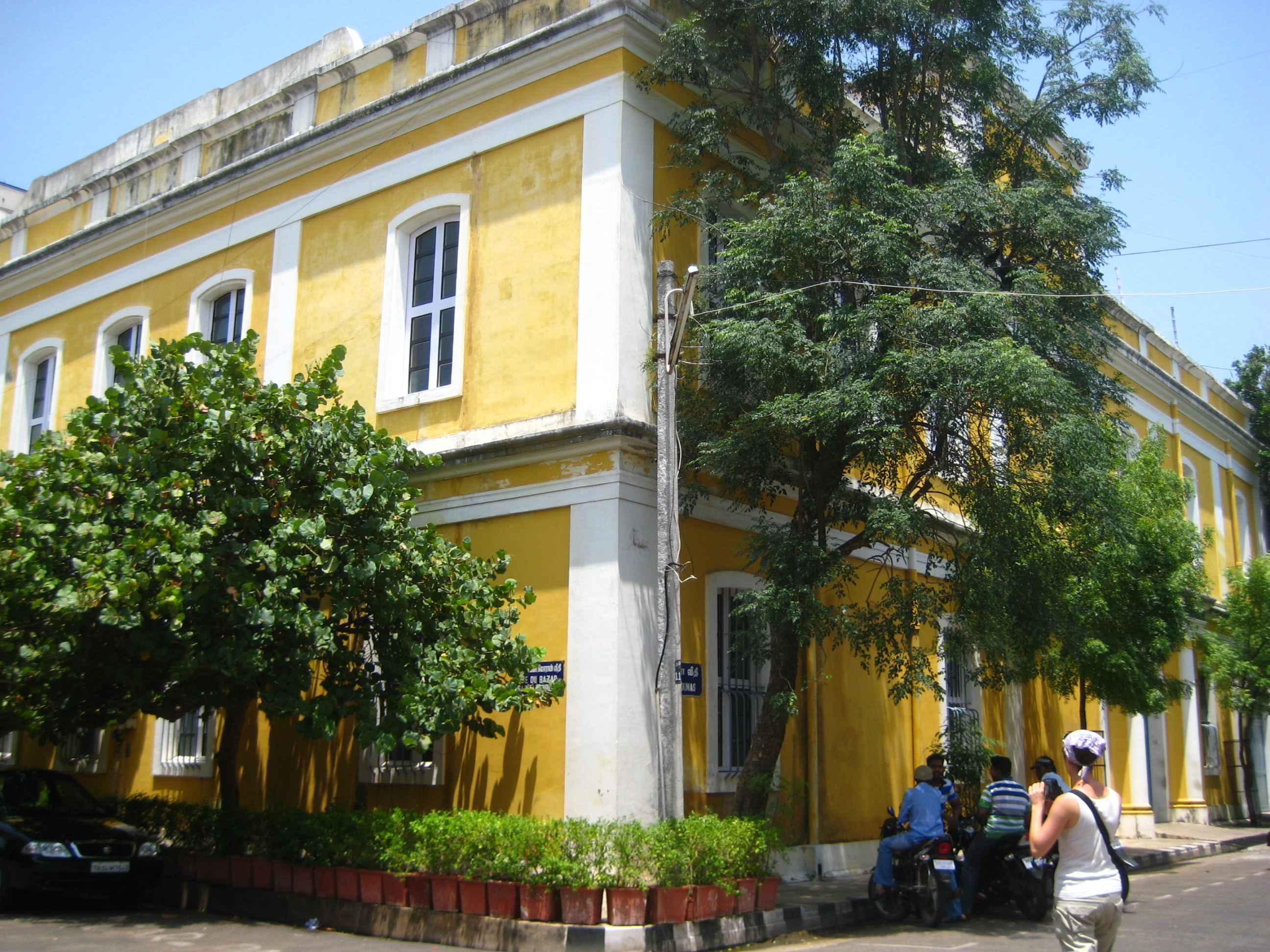
Будівля Французького інституту Далекого Сходу в Пудучеррі

За останні декілька років двостороннє співробітництво між Індією та Францією в галузі освіти доволі зросло. Дві країни створили консорціум індо-французьких університетів для розширення співпраці у цій галузі. Близько 300 меморандумів було підписано між університетами Індії та Франції і приватними установами. З роками, кількість індійських студентів, які навчаються у Франції в різних галузях, зросла. За 2011—2012 навчальний рік до Франції прибуло 2550 індійських студентів.
Основи двостороннього освітнього співробітництва передбачені Програмою обміну освітою (EEP — Educational Exchange Programme), що підписана у 2007 році Спільним секретарем, Департаментом вищої освіти, Міністерством розвитку людських ресурсів та Секретарем з питань співробітництва та культури, а також Міністерством закордонних справ Франції (МЗС), яка включає взаємне визнання ступенів, посилення науково-дослідної програми та підвищення мобільності науково-дослідницької роботи через гнучкий візовий режим. При EEP також була створена Спільна робоча група. Однією з найважливіших ініціатив у галузі освіти стала співпраця щодо нового Інституту технологій Індії (ІІТ — Indian institute of technology) в Раджастані після спільної декларації у 2008 році. Лист про наміри (A Letter of Intent) був підписаний у 2012 році.
Згідно з Договором 1956 р. Про створення де-юре цесії французьких установ в Індії, Франція представлена в Індії двома науково-дослідними лабораторіями світового класу: Французьким інститутом Пондічеррі (IFP — French Institute of Pondicherry) та Французьким інститутом Далекого Сходу (EFEO — École française d'Extrême-Orient). У грудні 2014 року в Університеті Пондічеррі відбулось відкриття індо-французької Зимової школи соціальних наук. Університет Пондічеррі та Французький інститут Пондічеррі (IFP) спільно проводили Зимову школу соціальних наук 2016 року на тему «Мобільність та соціальна динаміка», що проходила з 28 листопада по 2 грудня 2016 року. У дворічному заході беруть участь вчені з Франції та Індії, які проводять мультидисциплінарні навчальні семінари, присвячені теоретичним та методологічним питанням досліджень з суспільствознавства.
Громадська організація «Альянс Франсез» має розгалужену мережу з 19 навчальних центрів в Індії та є дуже популярною під час проведення курсів французької мови та культурних програм. Французька мова в Індії є другою за популярністю європейською мовою після англійської.

### Науково-технічне співробітництво

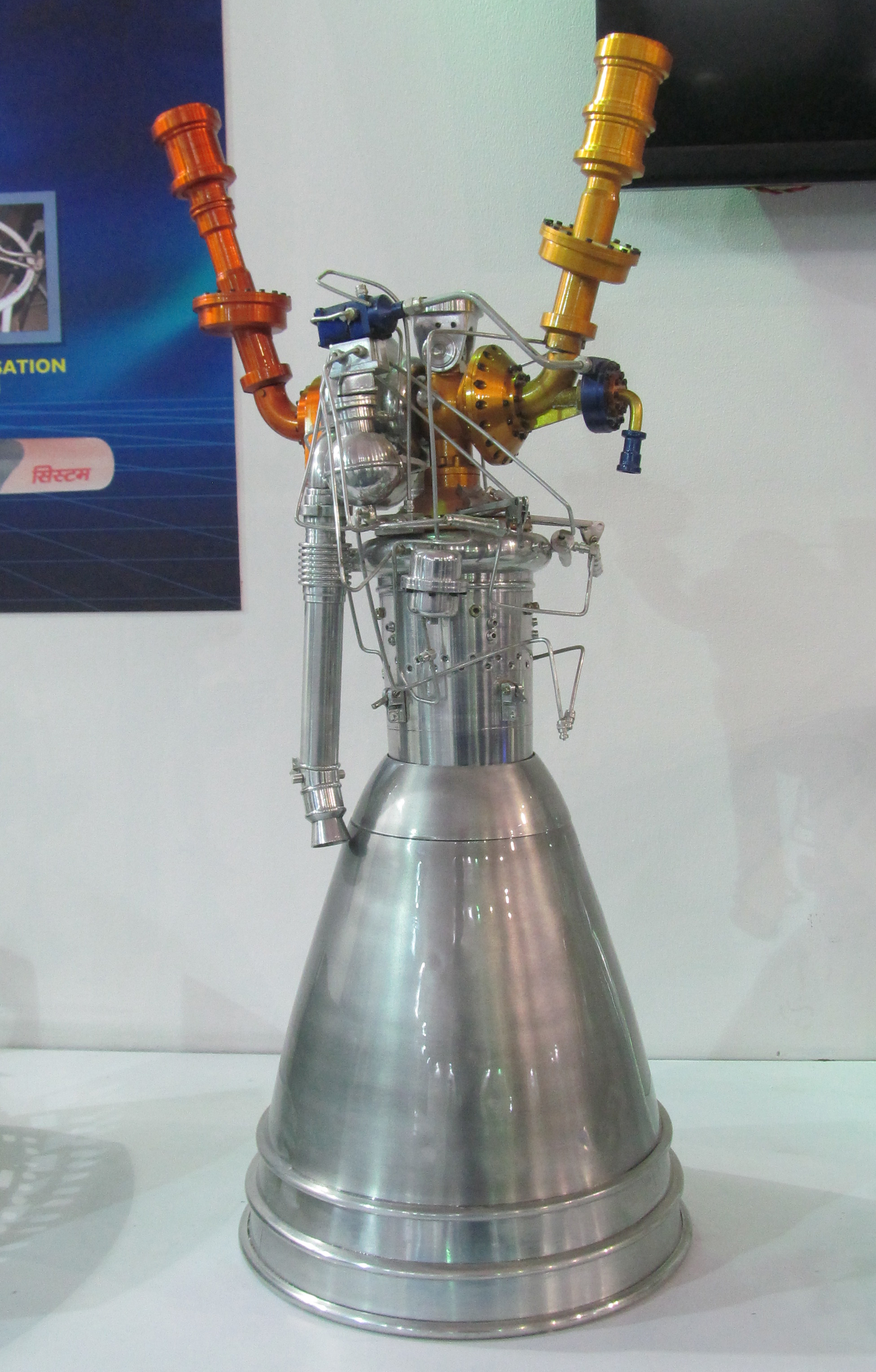
Для індійського ракетного двигуна «Вікас», який працює як на PSLV, так і на GSLV (індійські ракети-носії), стала вигідною співпраця над ракетним двигуном CNES/SEP Viking 4A.

Франція та Індія розглядають один одного як важливих партнерів щодо співпаці в галузі використання космічної техніки. Індійська організація космічних досліджень (ISRO — Indian Space Research Organisation) та її французький колега Національний центр космічних досліджень (CNES — Centre National de Etudes Spatiales) характеризуються довгою історією співробітництва та співпраці, яка триває близько чотирьох десятиліть. Наукова спільнота обох країн співпрацює у спільному радіаційному експерименті, розробці космічних компонентів та космічній освіті. Ракетний двигун ISRO Vikas отримав багао переваг від індо-французької наукової співпраці у Франції щодо двигуна Viking 4A, побудованого Національним центром космічних досліджень.
Індо-французький центр сприяння передовим науковим дослідженням (CEFIPRA — The Indo-French Centre for Promotion of Advanced Research) є вузлововим каркасом для сприяння двосторонньому науковому співробітництву в фундаментальних та прикладних дослідженнях, прикордонних технологіях та обміні вченими та докторантури. Офіс CEFIPRA створений у Нью-Делі, і фінансується зараз за рахунок щорічного вкладу в розмірі 3 млн євро, при цьому внески Індії та Франції однаково становлять 1,5 млн євро з кожної сторони. Центру CEFIPRA виповнилось 25 років у 2012 році. 25-річчя святкування CEFIPRA було офіційно розпочато в рамках програми, організованої в Нью-Делі 6 березня 2012 року. У рамках святкування срібного ювілею було передбачено низку програм, серед яких — проведення семінарів, організація наукової вікторини в школах та показ документальних фільмів.
Французька влада надала землю для створення Дому Індії (Maison de l'Inde) у Франції, що повинно сприяти розширенню приміщень для проживання індійських студентів у Парижі.
Інститут Пастера в місті Кунур, (Тамілнад), що був відкритий 6 квітня 1907 року, є сьогодні одним із найстаріших підприємств державного сектора з виробництва вакцин в Індії.
Спільні зусилля щодо збереження будівель спадщини та ведичної літератури у колишніх французьких установах Індії отримали схвальний відзив серед індійського населення та послужили просуванню французької технічної експертизи відновлення пам'яток та документів. Індійські товариства, що займаються збереженням спадщини в значній мірі покладаються на технічну допомогу та документальні архіви Французького інституту Пондічеррі для впровадження реставраційних проектів.

## Культурні обміни
Індійська культура має популярність серед широкої та вибагливої аудиторії французького населення, як це видно з численних та частих культурних заходів, що проводяться по всій Франції, охоплюючи всю гаму індійського мистецтва, музики, танців, кіно та літератури. Не зважаючи на те, що Індійська рада з культурних відносин (ICCR — Indian Council for Cultural Relations) спонсорує візити індійських художників до Франції, а також обмінюється студентами в галузі культури та мистецтва, по всій Франції зростає кількість приватних імпресаріо (особи, що організовують та фінансують різного роду культурні заходи). Значна кількість індійських артистів регулярно проводить виступи у Франції на комерційних засадах або з ініціативи різних місцевих культурних асоціацій поза сферою діяльності офіційних бірж. Програма індо-французького культурного обміну (CEP — Cultural Exchange Programme) забезпечує загальне покриття витрат для організації різноманітних культурних програм. Остання (16-а) сесія Спільної комісії з питань культури, яка перевіряє діяльність CEP, відбулася 29 вересня 2009 року в Нью-Делі.
Французький інститут в Індії (Institut français en Inde) розташований в Нью-Делі.

### Фестиваль «Namaste France»
З 14 квітня 2010 року по 28 червня 2011 року проходив 15-місячний індійський культурний фестиваль «Namaste France». Це було успішним поставленням Індії на культурному радарі Франції. «Namaste France» — це всебічна презентація індійської культури, включаючи мистецтво, музику, танці, моду, туризм, фільми та літературу, а також бізнес та освіту як у традиційних, так і в сучасних формах. Фестиваль «Namaste France» був організований у відповідь на «Bonjour India» — схожий французький культурний фестиваль, організований Посольством Франції в Індії у 2009—2010 роках. Під час візиту до Парижу Почесного міністра культури, житлово-комунального господарства та боротьби з бідністю у місті Кумарі Сельжі була відкрита виставка «Останній урожай» картин Рабіндраната Тагора в престижному музеї Малий Палац з 26 січня по 11 березня 2012 року. 26 січня 2012 року між країнами були підписані наміри щодо подальшого зміцнення культурної співпраці. Того ж дня між Міністерством культури Індії та музеєм Лувра був підписаний Меморандум з метою встановлення активного партнерства в галузі обміну компетенціями та досвідом, зокрема у галузі музеєзнавства, тимчасових виставок та інших культурних подій. Каннський кінофестиваль 2012 року став важливою подією для Індії. Вперше чотири індійські фільми, а саме «Miss Lovely», "Kalpana", "Peddlers" та "Gangs of Wasseypur" були відібрані для показу в різних категоріях фестивалю. У 2013 році Індія має намір відсвяткувати 100 років індійського кіно. Завдяки Каннському фестивалю (15–26 травня 2013 р.), Міжнародному фестивалю азійського кіно Везул (Festival international des cinémas d'Asie), що проходив з 5 по 12 лютого 2013 року, та 35-му Міжнародному фестивалю короткометражного фільму Клермон-Ферран (1–9 лютого 2013 р.), Індію показала себе як «країна честі» у 2013 році, святкуючи Сторіччя Індійської кіноіндустрії.

### Фестиваль «Bonjour India»
У 1985 році індійські виконавці веселились на Алеї Трокадеро в Парижі, а в 1989 році французькі артисти зачаровували публіку на Marine Drive в Мумбаї. Через два десятиліття в 2009 році фестиваль «Bonjour India» повернувся з новою енергією, і до 2013 року він зароджував все більший і більший рівень співпрацї. Вийшовши на вищий рівень завдяки своєму третьому проведенню, фестиваль «Bonjour India 2017-18» являє собою чотиримісячне мегаплавання по Індії, яке відзначатиме індо-французьке партнерство, а також сформує платформу для обміну людськими ресурсами між двома країнами впродовж наступного десятиліття. З листопада 2017 року по лютий 2018 року фестиваль «Bonjour India» охопив близько 100 програм та проектів у понад 30-ти містах, 20-ти штатах та союзних територіях. «Bonjour India» пропонує основу для міцних партнерських відносин, що підкреслює індо-французьку інноваційність та креативність серед таких тем, як «Smart Citizen», «High Mobility», «Go Green».

## Діаспора

### Індійська громада у Франції
Згідно зі статистикою, опублікованою Посольством Індії в Парижі, індійська спільнота у Франції, включаючи індійців «NRIs» (Non-resident Indians), становить приблизно 106 000 осіб, що переважно походять з Пудучеррі, Карайкалу, Янам, Махе та Чандранагара. На заморських територіях/ділянках Франції проживають великі громади індійців «PIOs» (Persons of Indian Origin), зокрема, на острові Реюньйон (близько 250 000 осіб), Гваделупа (близько 57 000 осіб), Мартиніка (близько 6 000 осіб) та Сент-Мартін (близько 300 осіб).
Індійці, які проживають у Франції, мають можливість захисту та доступу до послуг із соціального захисту Франції завдяки відповідній угоді, що була укладена в 2008 році.

### Французька громада в Індії
Французький народ в Індії — це переважно залишки французької присутності в країні, яка почалася в 1673 році із створення Французької Індії та тривала до 1962 року, коли французька територія була офіційно передана Індії. Французька присутність була незначною в порівнянні з англійською, тому її навіть ігнорували.
У 1988 році в Індії проживало 12 864 французьких громадян. Майже всі вони проживали в Союзній території Пудучеррі на південному сході Індії (11 726 осіб у 1988 році), значно менша кількість перебувала у Карайкалі (695 осіб), Махе (50 осіб), Янам (46 осіб) та 342 особи в інших місцях Індії.
Економічна міграція з Франції стала причиною зростання кваліфікованих французьких емігрантів у таких міських населених пунктах Індії, як Бенгалуру, Ченнаї, Гайдерабад, Пуне, Мумбаї та Нью-Делі.
Французький уряд вжив заходів для зміцнення франко-індійських інституційних зв'язків та зв'язків між людьми.

#### Громадяни Франко-Пудучеррі
«Громадяни Франко-Пудучеррі» або просто «громадяни Пудучеррі» — це термін, що характеризує громадян Франції індійської або змішаної креольської етнічної приналежності, які продовжують проживати в Пудучеррі і які вважались громадянами Франції до французького колоніального періоду. Громадяни Франко-Пудучеррі складають менше 2 відсотків від сучасного населення Пудучеррі, і їх присутність можна охарактеризувати як «проігнорованою» або «терпимою». Франко-Пудучеррі в Індії соціально вважаються іноземцями. У Франції Франко-Пудучеррі стикаються з расовим профілюванням та расовою дискримінацією через їхню південноазійську або змішану расову етнічність і сприймаються як громадяни другого класу або економічні іммігранти.
Громадянам Франко-Пудучеррі зазвичай дозволяється доступ до індійських шкіл та університетів нарівні з індійцями-нерезидентами (NRI). Туристичний вибух Індії перетворив Пудучеррі на популярне місце для подорожей та зменшив скорочення чисельності населення франко-пудучеррі, які знаходять більше можливостей для бізнесу та роботи на місцях, ніж репатріюючись до Європи.
Закон «Про громадянство Індії» згідно з конституцією Індії забороняє подвійне громадянство. Одночасно мати індійський паспорт та іноземне громадянство з іноземним паспортом чи без нього є незаконно. Іноземці, які мають закордонне громадянство Індії (OCI — Overseas Citizenship of India), продовжують користуватися консульським захистом від своєї країни громадянства. Громадяни Франко-Пудучеррі, які проходили службу у збройних службах Франції, втрачають право мати закордонне громадянство Індії: «Іноземні військові, що перебувають на службі чи у відставці не мають права на отримання OCI». Оскільки право на отримання OCI щодо призовників, які пройшли обов'язкову військову службу або День захисту та громадянства (JDC), є незрозумілим, громадяни Франко-Пудучеррі користуються договірними правами на відвідування Індії, як це гарантовано 9-ю статтею Договору 1956 р. Про встановлення церемонії де-юре французьких установ в Індії: «Французьким державним службовцям, магістратам та військовим особам, які народилися в установах або мають там сімейні зв'язки, дозволяється вільно повертатися до установ, не залежно від того, чи перебувають вони у відпустці або на пенсії».
У лютому 2015 року Індо-Французька асоціація людей літнього віку влаштувала вуличні акції протесту в Пондічеррі, виступаючи проти відмови від французької національності та виборчих прав, що випливають із Договору 1956 р. Про створення церемонії де-юре французьких установ в Індії. Згідно з Договором 1956 року уряд Франції зобов'язується визнати французьке громадянство для тих осіб, чиї свідоцтва про народження та місце народження були зареєстровані під час режиму французької Індії.
У червні 2015 року місцевий договірний персонал у консульстві Франції в місті Пондічеррі припинив свою роботу в знак протесту проти дискримінації щодо питань заробітної плати.

## Сприйняття
Схильність французьких соціальних дослідників надмірно підкреслювати значущість кастової системи у всіх питаннях, що стосуються Індії, зробила французів схильними до пояснення будь-якої ситуації в Індії через кастову систему.
Соціальні дослідження, проведені французькими науковцями, більше прагнуть акцентувати увагу на прогалинах в економіці Індії, а не на досягненнях та вдосконаленнях у сфері зменшення бідності, охорони здоров'я, освіти тощо. Французькі ЗМІ показують Індію у несприятливому світлі, зосереджуючись, в основному, на тих подіях, які пов'язані із злочинами, корупцією, нерівністю, бідністю, етнічними та релігійними усобицями тощо
Хворобливо підозріле захоплення європейських туристів індуїстськими кремаційними ритуалами сприймається індійцями як відсутність чутливості, а також грубе вторгнення в приватне життя. Натовп туристів збираються на кремаційних майданчиках на березі Гангу, особливо у Варанасі (Бенарес), щоб сфотографувати похоронні вогнища.

### Інформація щодо рейтингу країн Франції та Індії, згідно зі Світовою службою опитуванням BBC
Згідно з даними Світової служби опитування BBC у 2014 році, 35 % індійців позитивно сприймають вплив Франції, 40 % нейтрально і 25 % реагують негативно, тоді як 40 % французів ставляться до впливу Індії позитивно, 11 % — нейтрально і 49 % — висловлюють негативну думку.

## Подальше читання
- Девід-Неель Олександра (2002). L' Inde où j'ai vécu: Avant et après l'indépendance. Paris: Plon.
- Ельфі, Ніколь (2008). Aux sources de l'Inde: L'initiation à la connaissance. Paris: Les Belles Lettres.
- Готьє, Франсуа (2005). La caravane intérieure: Récit. Paris: Les Belles lettres.
- Готьє, Франсуа (2008). Les Français en Inde — Pondichéry, Chandernagor, Mahé, Yanaon, Karikal. Франції Луїрс.